# Lẽ thường

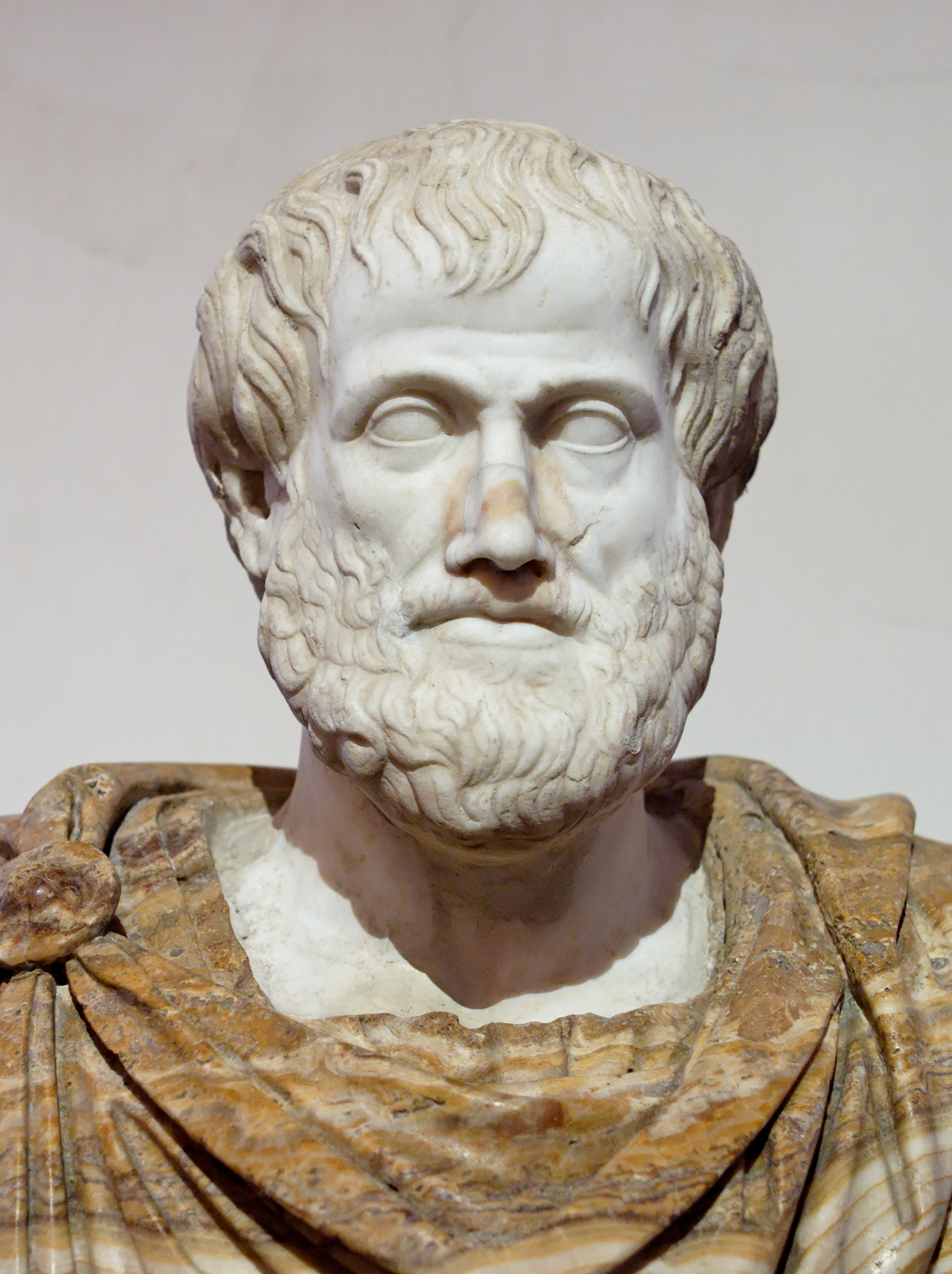
Aristotle, được biết đến người đầu tiên đề cập về "lẽ thường".

Lẽ thường, hay lương thức (tiếng Anh: Common sense) là phán đoán đúng đắn, thực tế liên quan đến các vấn đề hàng ngày hoặc vấn đề cơ bản để từ đó cách nhận thức, hiểu và phán đoán được gần như tất cả mọi người truyền đạt cho nhau.
Sự hiểu biết hàng ngày về lẽ thường xuất phát từ cuộc thảo luận triết học lịch sử liên quan đến một số ngôn ngữ châu Âu. Các thuật ngữ liên quan trong các ngôn ngữ khác bao gồm tiếng Latinh sensus communis, tiếng Hy Lạp αἴσθησις κοινὴ (aísthēsis koinḕ) và tiếng Pháp bon sens, nhưng đây không phải là cách dịch hợp lý trong mọi ngữ cảnh. Tương tự như vậy trong tiếng Anh, từ này có nhiều sắc thái nghĩa khác nhau, hàm ý ít nhiều liên quan đến học vấn và trí tuệ: "good sense" đôi khi được coi là tương đương với "common sense", đôi khi thì không.
"Lẽ thường" có ít nhất hai ý nghĩa triết học cụ thể. Một là khả năng của linh hồn động vật (ψῡχή, psūkhḗ) do Aristotle đề xuất để giải thích cách các ý thức khác nhau kết hợp với nhau và cho phép con người và các động vật khác phân biệt các đối tượng cụ thể. Lẽ thường này khác với tri giác giác quan cơ bản và lý tính của con người, nhưng có liên quan chặt chẽ với cả hai.
Ý nghĩa triết học thứ hai của thuật ngữ này chịu ảnh hưởng của La Mã và được sử dụng cho sự nhạy cảm tự nhiên của con người đối với những người khác và cộng đồng. Giống như nghĩa thông thường, cả hai nghĩa này đều đề cập đến một loại nhận thức cơ bản và khả năng phán đoán mà hầu hết mọi người đều mong muốn truyền đạt một cách tự nhiên, ngay cả khi họ không thể giải thích tại sao. Tất cả những ý nghĩa của "lẽ thường", bao gồm cả những ý nghĩa hàng ngày, được kết nối với nhau trong một lịch sử phức tạp và đã phát triển trong các cuộc tranh luận chính trị và triết học quan trọng trong nền văn minh phương Tây hiện đại, đặc biệt là liên quan đến khoa học, chính trị và kinh tế. Sự tương tác giữa các ý nghĩa đã trở nên đặc biệt đáng chú ý trong tiếng Anh, trái ngược với các ngôn ngữ Tây Âu khác, và thuật ngữ tiếng Anh đã được quốc tế hóa.
Kể từ Thời kỳ Khai Sáng, thuật ngữ "lẽ thường" đã được sử dụng để biện chứng cả về mặt tán thành, như một tiêu chuẩn cho gu thẩm mỹ tốt và nguồn gốc của các tiên đề khoa học và logic, và mặt không tán thành, tương đương với định kiến và mê tín dị đoan. Vào đầu thế kỷ 18, thuật ngữ triết học cũ này lần đầu tiên có được nghĩa tiếng Anh hiện đại: "Những sự thật đơn giản, hiển nhiên hoặc trí tuệ thông thường mà người ta không cần sự phức tạp để nắm bắt và không cần bằng chứng để chấp nhận chính xác bởi vì chúng rất phù hợp với năng lực và kinh nghiệm trí tuệ cơ bản (common sense) của mọi mặt xã hội." Điều này bắt đầu với sự chỉ trích của Descartes đối với nó, và lẽ thường trở thành cái được gọi là tranh chấp giữa "chủ nghĩa duy lý" và "chủ nghĩa kinh nghiệm". Trong dòng mở đầu của một trong những cuốn sách nổi tiếng nhất của ông, Discourse on Method, Descartes đã thiết lập ý nghĩa hiện đại phổ biến nhất cùng những tranh cãi của lẽ thường, khi ông tuyên bố rằng mọi người đều có một mức độ thông thường tương tự nhau và đủ (bon sens), nhưng nó hiếm khi được sử dụng tốt. Do đó, cần phải tuân theo một phương pháp logic hoài nghi do Descartes mô tả và không nên quá tin tưởng vào lẽ thường. Trong thế kỷ 18 giữa Thời kỳ Khai Sáng, lẽ thường đã được nhìn nhận tích cực hơn như là cơ sở cho tư duy hiện đại. Nó trái ngược với siêu hình học, giống như thuyết Descartes, gắn liền với Ancien Régime. Cuốn sách mang tính luận chiến Common Sense (1776) của Thomas Paine được mô tả là tác phẩm về chính trị có ảnh hưởng nhất trong thế kỷ 18, ảnh hưởng đến cả hai cuộc cách mạng Mỹ và Pháp. Ngày nay, khái niệm về lẽ thường, và cách sử dụng nó tốt nhất, vẫn được liên kết với nhiều chủ đề lâu đời nhất trong tri thức luận và luân lý học, đặc biệt tập trung vào lĩnh vực triết học của khoa học xã hội hiện đại.